# Список вулиць Києва (Ч)
Це список вулиць міста Києва, назви яких починаються на літеру Ч.
До списку входять усі урбаноніми Києва, що містяться в офіційному довіднику «Вулиці міста Києва», затвердженому 2015 року, а також у міській інформаційно-аналітичній системі забезпечення містобудівної діяльності (МІАС ЗМД) «Містобудівний кадастр Києва», довіднику «Вулиці Києва» 1995 року та атласі «Київ до кожного будинку». Назви вулиць, які відсутні в офіційному довіднику, подані курсивом. Проєктні вулиці, що мають код у кадастрі, але не мають назв, у списку не наведені.
У списку вулиці подані за алфавітом. Назви вулиць на честь людей відсортовані за прізвищем (якщо прізвище відсутнє — за іменем) і подаються у форматі Прізвище Ім'я і/або Посада. Якщо вулиця названа за цілісним псевдонімом, то сортування відбувається за першою літерою псевдоніма або імені, тобто Бориса Тена подано на літеру Б, Ганни Барвінок — на Г, Дзиґи Вертова — на Д, Івана Багряного — на І, Кузьми Скрябіна — на К, Лесі Українки — на Л, Марка Вовчка, Марка Черемшини, Миколи Хвильового і Мирослава Ірчана — на М, Олени Пчілки і Остапа Вишні — на О, Панаса Мирного — на П, Юрія Клена — на Ю, Якуба Коласа, Яна Райніса, Янки Купали і Януша Корчака — на Я. Вулиці, що мають, окрім назви, порядковий номер, відсортовані за власною назвою, наприклад 2-й Левадний провулок на літеру Л. Вулиця Радгосп «Совки» розміщена на літеру С, вулиця Міста Шалетт — на літеру Ш. Назви вулиць, що починаються на число (окрім вулиць, зазначених вище), записані словами і подані на відповідну літеру (Восьмого Березня, Першого Травня тощо).
Вулиці з назвами «Садова» (в тому числі «номерні») і лінії виділені в окремі списки.
Станом на 1 січня 2023 року в Києві 2833 урбаноніми, з них:
| - 2059 вулиць; - 533 провулки; - 77 ліній; - 59 площ і майданів; | - 32 проспекти; - 22 бульвари; - 15 узвозів; | - 12 проїздів; - 11 шосе; - 5 доріг; | - 3 алеї; - 3 набережних; - 2 тупики. |

Колір фону у списку залежить від типу урбаноніма.
Після списку існуючих вулиць наведено список зниклих вулиць (вулиць, які були ліквідовані або включені до інших вулиць протягом XX—XXI століть), а також список попередніх назв вулиць, починаючи з 1800 року. Назви перейменованих вулиць, що починаються на число (окрім вулиць, зазначених вище), записані словами і подані на відповідну літеру (Третього Інтернаціоналу, Дев'ятого Січня, Дванадцятого Грудня, Двадцять П'ятого Жовтня, Сорокаріччя Жовтня, П'ятдесятиріччя Жовтня, Шістдесятиріччя Жовтня тощо).

## Вулиці міста Києва
| Назва                | Тип   | Колишні назви                                                                      | Район                     | Місцевість                                | Рік затв. | Код об'єкта |
| -------------------- | ----- | ---------------------------------------------------------------------------------- | ------------------------- | ----------------------------------------- | --------- | ----------- |
| Чаадаєва Петра       | вул.  | Сагайдачного                                                                       | Дніпровський              | Микільська слобідка                       | 1938      | 11827       |
| Чабанівська          | вул.  | 1-го Травня                                                                        | Голосіївський             | Кібцентр                                  | 1963      | 11828       |
| Чавдар Єлизавети     | вул.  |                                                                                    | Дарницький                | Осокорки                                  | 2009      | 11829       |
| Ча́йківська           | вул.  |                                                                                    | Святошинський             | Чайка                                     | 2011      | 11830       |
| Чайковського         | вул.  |                                                                                    | Дарницький                | Бортничі                                  | 1988      | 11832       |
| Чалого Михайла       | вул.  | Катеринівська 3-тя Поперечна                                                       | Святошинський             | Катеринівка                               | 1961      | 11833       |
| Чапека Карела        | вул.  | Борзенська, Борзнянська, Фучика Юліуса                                             | Солом'янський             | Залізнична колонія                        | 2022      | 11787       |
| Челюскінців          | вул.  |                                                                                    | Дарницький                | Бортничі                                  | 1988      | 11839       |
| Чемеринського Ореста | вул.  | Проектна 13064                                                                     | Деснянський               | Селище Радистів                           | 2017      | 13064       |
| Червиновський        | пров. | Червинський, Попова                                                                | Оболонський               | Пріорка                                   | 2023      | 11340       |
| Червона              | вул.  | Нова 34-та                                                                         | Солом'янський             | Совки                                     | 1944      | 11841       |
| Червона калина       | вул.  |                                                                                    | Дарницький                | Бортничі                                  | 2010      | 12651       |
| Червонозаводська     | вул.  | Нова                                                                               | Святошинський             | Ґалаґани                                  | 1955      | 11848       |
| Червонозаводський    | пров. | Нова вул.                                                                          | Святошинський             | Ґалаґани                                  | 1955      | 11849       |
| Червоної Калини      | пр-т  | Нова 1-ша вул., Маяковського Володимира                                            | Деснянський               | Вигурівщина-Троєщина                      | 2022      | 11028       |
| Червоноткацька       | вул.  | Нова 648-ма                                                                        | Деснянський, Дніпровський | Соцмісто                                  | 1953      | 11855       |
| Черешневий           | пров. |                                                                                    | Голосіївський             | Мишоловка                                 | 1951      | 11857       |
| Черкаська            | вул.  | Центральна                                                                         | Шевченківський            | Дехтярі, Нивки                            | 1955      | 11858       |
| Чернишевського       | вул.  | Нова 176-та                                                                        | Солом'янський             | Новокараваєві дачі                        | 1944      | 11859       |
| Чернівецька          | вул.  | Нова 435-та                                                                        | Солом'янський             | Новокараваєві дачі                        | 1944      | 11860       |
| Чернігівська         | вул.  |                                                                                    | Дарницький                | Червоний хутір                            | 1930-ті   | 11861       |
| Чернігівська         | вул.  |                                                                                    | Дніпровський              | Лівобережний масив                        |           | 12061       |
| Чернігівська         | площа | Новоросійська                                                                      | Деснянський, Дніпровський | Лісовий масив, Північно-Броварський масив | 2018      | 11171       |
| Чернігівський        | пров. | Нова 381-ша вул.                                                                   | Дарницький                | Червоний хутір                            | 1953      | 11862       |
| Черняховського       | вул.  | Нова 861-ша                                                                        | Шевченківський            | Дехтярі, Нивки                            | 1955      | 11863       |
| Чеська               | вул.  | Варваринська                                                                       | Печерський                | Чорна гора                                | 1958      | 11864       |
| Четверта             | вул.  |                                                                                    | Оболонський               | СТ «Чорнобилець-2001»                     |           | 12571       |
| Чехова               | вул.  |                                                                                    | Дарницький                | Бортничі                                  | 1988      | 11865       |
| Чеховський           | пров. | Харичкова, Обсерваторний                                                           | Шевченківський            | Старий Київ                               | 1910      | 11868       |
| Чигиринська          | вул.  | Нова 125-та                                                                        | Подільський               | Вітряні гори, Селище Шевченка             | 1944      | 11869       |
| Чигиринський         | пров. | Нова 217-та вул.                                                                   | Подільський               | Вітряні гори                              | 1955      | 11870       |
| Чижевського Дмитра   | вул.  | Нова № 7, Чаадаєва Петра                                                           | Святошинський             | Микільська Борщагівка                     | 2022      | 11826       |
| Чикаленка Євгена     | вул.  | Єлизаветинська, Новоєлизаветинська, Пушкінська                                     | Шевченківський            | Старий Київ                               | 2022      | 11398       |
| Чистяківська         | вул.  | Нова                                                                               | Святошинський             | Ґалаґани                                  | 1957      | 11872       |
| Чистяківський        | пров. | Нова вул.                                                                          | Святошинський             | Ґалаґани                                  | 1957      | 11873       |
| Чкалова              | вул.  |                                                                                    | Дарницький                | Бортничі                                  | 1988      | 11874       |
| Чмелів Яр            | вул.  | Чмелів Яр, Трудова                                                                 | Шевченківський            | Татарка                                   | 2023      | 11708       |
| Чобану Степана       | вул.  | Нова 845-та, Барвиста + Сільська, Алексухіна Василя                                | Святошинський             | Авіамістечко                              | 2022      | 10014       |
| Чоколівський         | бул.  | Новоселицький, Леніна                                                              | Солом'янський             | Чоколівка, Першотравневий масив           | 1993      | 11875       |
| Чорнобаївська        | площа | Нова, Героїв Бреста                                                                | Святошинський             | Святошин                                  | 2022      | 10316       |
| Чорнобильська        | вул.  | Шевченка                                                                           | Святошинський             | Біличі                                    | 1955      | 11876       |
| Чорнобильський       | пров. | Шкільна вул.                                                                       | Святошинський             | Біличі                                    | 1955      | 11877       |
| Чорновола В'ячеслава | вул.  | Кадетське шосе, Повітрофлотське шосе, шосе Героїв Стратосфери (усі част.), Косіора | Шевченківський            | Лук'янівка, Солдатська слобідка, Шулявка  | 2000      | 11878       |
| Чорногірська         | вул.  | Ніжинська                                                                          | Печерський                | Чорна гора                                | 1944      | 11879       |
| Чорноморська         | вул.  | Нова 730-та                                                                        | Оболонський               | Петрівка                                  | 1953      | 11880       |
| Чорторийська         | вул.  | Сєдова                                                                             | Деснянський               | Троєщина                                  | 2022      | 11531       |
| Чубинського Павла    | вул.  | Плужника Євгена, Крупської                                                         | Дарницький                | Нова Дарниця                              | 2015      | 10822       |
| Чугуївський          | пров. |                                                                                    | Солом'янський             | Грушки                                    | 1958      | 11881       |
| Чумака Василя        | вул.  | Нова                                                                               | Солом'янський             | Відрадний                                 | 1957      | 11883       |
| Чумацька             | вул.  | Нова 38-ма, Уральська                                                              | Голосіївський             | Добрий Шлях                               | 2022      | 11737       |
| Чумацький            | пров. | Нова вул., Уральський                                                              | Голосіївський             | Добрий Шлях, Цимбалів яр                  | 2022      | 11738       |
| Чупринки Григорія    | вул.  | Нова, Річицька, Чудновського                                                       | Дніпровський              | Соцмісто                                  | 2016      | 11882       |
| Чурай Марусі         | пров. | Ягідний                                                                            | Солом'янський             | Жуляни                                    | 2019      | 12683       |
| Чурилівська          | вул.  | Лазо Сергія                                                                        | Деснянський               | Троєщина                                  | 2016      | 10865       |
| Чурюмова Клима       | вул.  | Нова (258-та), Яснополянська                                                       | Святошинський             | Академмістечко                            | 2022      | 11967       |
| Чучупаків Братів     | вул.  | Нова 779-та, Смольна                                                               | Голосіївський             | Голосіїв                                  | 2022      | 11565       |

## Зниклі вулиці
| Назва               | Тип   | Район          | Місцевість               | Рік зникнення | Примітка                                                                                                   |
| ------------------- | ----- | -------------- | ------------------------ | ------------- | --- |
| Чайковського        | вул.  | Московський    | Деміївка                 | 1981          | до 1955 року — 3-тя Заводська                                                                              |
| Чайковського        | пров. | Московський    | Деміївка                 | 1981          | до 1955 року — Шевченка                                                                                    |
| Чапаєва             | вул.  |                | Вигурівщина              | 1981          | |
| Чебишова            | вул.  | Дарницький     | Село Шевченка            | 1980-ті       | до 1955 року — 2-га Київська                                                                               |
| Чебишова            | пров. | Дарницький     | Село Шевченка            | 1980-ті       | до 1955 року — 8-й Безименний                                                                              |
| Челюскінців         | вул.  |                | Вигурівщина              | 1983          | |
| Чепурний            | пров. | Подільський    | Пріорка                  | 1980-ті       | до 1944 року — 73-тя Нова вулиця                                                                           |
| Червона             | вул.  | Московський    | Мишоловка                | 1977          | |
| Червоний Майдан     | вул.  | Дарницький     | Кухмістерська слобідка   | 1971          | |
| Червоний Приплав    | вул.  | Дарницький     | Кухмістерська слобідка   | 1971 1977     | |
| Червоних партизанів | вул.  | Дарницький     | Стара Дарниця            | 1978          | промзона                                                                                                   |
| Червоноводська      | вул.  | Дарницький     | Соцмісто                 | 1977          | |
| Червоногвардійський | пров. | Дніпровський   | Соцмісто                 | 1978          | фактично існує                                                                                             |
| Червонодарський     | пров. | Радянський     | Нивки                    | 1978          | |
| Червоної гвардії    | вул.  | Дарницький     | Нова Дарниця             | 1977          | |
| Черепановський      | пров. | Московський    | Черепанова гора          | 1977          | |
| Чернечий            | пров. | Подільський    | Поділ                    | 1977          | |
| Чернігівська        | вул.  | Дніпровський   | Лівобережний масив       | 1982          | будинки віднесено до проспекту 60-річчя Жовтня (непарна сторона) та вулиці Марини Раскової (парна сторона) |
| Чернігівська        | вул.  |                | Труханів острів          | 1943          | |
| Черняховського      | пров. |                | Вигурівщина              | 1981          | |
| Чибісова Генерала   | вул.  | Ленінградський | с. Микільська Борщагівка | 1980-ті       | до 1974 року — Шевченка                                                                                    |
| Чигиринська         | вул.  |                | Труханів острів          | 1943          | |
| Чигиринський        | пров. | Подільський    | Вітряні гори             | 1978          | |
| Чкалова             | вул.  |                | Вигурівщина              | 1983          | |
| Чмелів Яр           | вул.  | Шевченківський | Татарка                  | 1980-ті       | |
| Чорногірський       | пров. | Московський    | Чорна гора               | 1977          | назва — з 1955 року                                                                                        |
| Чорторийська        | вул.  |                | Труханів острів          | 1943          | |
| Чорторийський       | пров. |                | Труханів острів          | 1943          | |
| Чумацький шлях      | вул.  | Подільський    | Вітряні гори             | 1977          | до 1944 року — 289-та Нова                                                                                 |
| Чумацький           | пров. | Подільський    | Вітряні гори             | 1977          | до 1944 року — 227-ма Нова вулиця, до 1955 року — Сонний провулок                                          |

## Перейменовані вулиці
| Стара назва                 | Нова назва                          | Район                                     | Дата перейменування | Сучасна назва                       |
| --------------------------- | ----------------------------------- | ----------------------------------------- | ------------------- | ----------------------------------- |
| Чайкіної Лізи               | Степанів Олени                      | Печерський                                | 2022                | Степанів Олени                      |
| Чапаєва                     | Липинського В'ячеслава              | Шевченківський                            | 2015                | Липинського В'ячеслава              |
| Чапаєва                     | Заглади Леоніли                     | Дарницький                                | 2016                | Заглади Леоніли                     |
| Чапаєвське шосе             | Віто-Литовський пров.               | Голосіївський                             | 2015                | Віто-Литовський пров.               |
| Чаплигіна                   | Івахненка Академіка                 | Шевченківський                            | 2022                | Івахненка Академіка                 |
| Чаплигіна пров.             | Івахненка Академіка пров.           | Шевченківський                            | 2022                | Івахненка Академіка пров.           |
| Челябінська                 | Куліша Пантелеймона                 | Дніпровський                              | 2022                | Куліша Пантелеймона                 |
| Червинський пров.           | Попова пров.                        | Подільський                               | 1952                | Попова пров.                        |
| Червона пл.                 | Контрактова пл.                     | Подільський                               | 1944                | Контрактова площа                   |
| Червона пл.                 | Контрактова пл.                     | Подільський                               | 1990                | Контрактова площа                   |
| Червона Пресня пл.          | Щекавицька пл.                      | Подільський                               | 2018                | Щекавицька площа                    |
| Червоний пров.              | Володимира Ольґердовича Князя пров. | Солом'янський                             | 2022                | Володимира Ольґердовича Князя пров. |
| Червоний шлях               | Шумського Юрія                      | Дарницький                                | 1955                | ліквідована                         |
| Червоноармійська            | Велика Васильківська                | Голосіївський, Печерський, Шевченківський | 2014                | Велика Васильківська                |
| Червоноармійська            | Заплавна                            | Дарницький                                | 2015                | Заплавна                            |
| Червоноармійський пров.     | Лужевського Руслана пров.           | Голосіївський                             | 2016                | Лужевського Руслана пров.           |
| Червоноармійський 1-й пров. | Запашний пров.                      | Дарницький                                | 2015                | Запашний пров.                      |
| Червоноармійський 2-й пров. | Щасливий пров.                      | Дарницький                                | 2015                | Щасливий пров.                      |
| Червоноармійський 3-й пров. | Радісний пров.                      | Дарницький                                | 2015                | Радісний пров.                      |
| Червоногарматна             | Скляренка Семена                    | Дарницький                                | 1962                | ліквідована                         |
| Червоногвардійська          | Хоткевича Гната                     | Деснянський, Дніпровський                 | 2016                | Хоткевича Гната                     |
| Червоногвардійський пров.   | Хоткевича Гната пров.               | Деснянський, Дніпровський                 | 2016                | Хоткевича Гната пров.               |
| Червонозоряний пр-т         | Лобановського Валерія пр-т          | Голосіївський                             | 2015                | Лобановського Валерія пр-т          |
| Червоної Гвардії            | Лісна 5-та                          | Дарницький                                | 1940—1950-ті        | Вереснева                           |
| Червонопартизанська         | Зерових Братів                      | Солом'янський                             | 2016                | Зерових Братів                      |
| Червонопільська             | Перемишльська                       | Подільський                               | 2022                | Перемишльська                       |
| Червонопожежна              | Білозерська                         | Дарницький                                | 1952                | ліквідована                         |
| Червонопрапорна             | Пирогівський шлях                   | Голосіївський                             | 2015                | Пирогівський шлях                   |
| Червонопрапорний пров.      | Пересіченський пров.                | Голосіївський                             | 2016                | Пересіченський пров.                |
| Червонофлотська             | Максименка Федора                   | Оболонський                               | 2016                | Максименка Федора                   |
| Чехова 1-й пров.            | Отаманський пров.                   | Дарницький                                | 2022                | Отаманський пров.                   |
| Чехова 2-й пров.            | Березівський пров.                  | Дарницький                                | 2022                | Березівський пров.                  |
| Чигоріна                    | Дорошенка Дмитра                    | Печерський                                | 2022                | Дорошенка Дмитра                    |
| Чоколівська                 | Донецька                            | Залізничний                               | 1952                | Донецька                            |
| Чоколівський пров.          | Донецький пров.                     | Залізничний                               | 1952                | Донецький пров.                     |
| Чубаря пр-т                 | Відрадний пр-т                      | Жовтневий                                 | 1991                | Відрадний пр-т                      |
| Чудновського                | Чупринки Григорія                   | Дніпровський                              | 2016                | Чупринки Григорія                   |
|                             |                                     |                                           |                     |                                     |